# Glasschleif (Marktredwitz)
Die Glasschleif der oberfränkischen Kreisstadt Marktredwitz im Landkreis Wunsiedel im Fichtelgebirge ist ein ehemaliges Fabrikgebäude, welches zwischen der Stadtmitte und dem örtlichen Bahnhof liegt, und ein wichtiges städtebauliches Element in der Schul- und Kulturachse der Stadt darstellt.

## Geschichte
Die Gründung geht zurück auf die Firma Seligmann Bendit & Söhne, einer Unternehmerfamilie aus Fürth. Diese gründete 1887 ein Glaswerk in Marktredwitz – damals noch unter dem Namen „Redwitz“ bekannt – mit dem Ziel von böhmischen Glashütten unabhängig zu werden. Es entstand eine neue Produktionsreihe mit Arbeitsschritten von der Glasherstellung selbst bis hin zum fertigen veredelten Tafel- bzw. Spiegelglas.
Während in den Anfangsjahren 1889 noch 50 Arbeiter beschäftigt waren, stieg die Beschäftigungszahl 1897 bereits auf 84 und erreichte mit konstantem Anstieg bis zum Jahr 1928 einen Maximalwert von ungefähr 250 Mitarbeitern.
In den Jahren 1912 bis 1913 wurde das Industriegebäude zu einer Schleif- und Polierhalle erweitert. Die Planung des Anbaus erfolgte durch den Fürther Architekten Jean Voigt und den Bauunternehmer Friedrich Mühlhöfer. Die 67 × 31 m große Halle mit einer Gesamthöhe von 22 m wurde mit imposanten Ziergiebeln mit Jugendstilelementen errichtet.
Die Dachkonstruktion stammt von der Maschinenfabrik Augsburg und Nürnberg (MAN) und wird von sogenannten Polonceauträgern – bekannt aus dem Eisenbahnbrückenbau – überbrückt. Für einen ungestörten Produktionsablauf wurden keine Stützen gebaut.
Aufgrund der Weltwirtschaftskrise und moderneren sowie preiswerteren Produktionstechniken zum Beispiel aus den USA, Frankreich sowie Belgien ab 1927 wurde es dem Betrieb erschwert auf dem Markt zu überleben. Nachdem die Attraktivität von kostengünstigerem Flachglas weiterhin anstieg, wurde die Fabrikationsanlage 1932 schließlich endgültig eingestellt.
Ab diesem Zeitpunkt wurde das heutige Industriedenkmal für verschiedenste Zwecke genutzt, beispielsweise für industrielle Kriegsauslagerungen oder danach außerdem für die Vereinigten Schleif- und Polierwerke.
1983 folgte der Erwerb des alten Fabrikgebäudes mit einer Fläche von 45.000 m³ durch die Stadtentwicklungs- und Wohnungsbau GmbH (STEWOG) und bis 2009 war der städtische Bauhof dort untergebracht. Seitdem ist die Halle leerstehend.

## Umbau- und Sanierungsmaßnahmen
Nach einem langen Leerstand werden mittlerweile Sanierungsmaßnahmen des städtebaulichen Monuments vorgenommen, um eine erneute Nutzung zu ermöglichen. Die Zielsetzung des Projekts „Glasschleif 2.0“ ist dabei eine neue Kulturhalle im Zentrum der Kreisstadt zu schaffen.
Geplant ist ein temperiertes und somit ganzjährig nutzbares Veranstaltungsgebäude mit einem Saal mit ca. 1.600 Sitzplätzen bzw. 3.300 Stehplätzen. Zudem soll im unteren Stockwerk ein Bereich für unter anderem Technikräumen, Catering sowie sanitären Anlagen eingerichtet werden. Die Sanierung soll in verschiedenen Bauabschnitten durchgeführt werden, wobei für den ersten Bereich bereits ein Betrag von über 4 Mio. Euro eingeplant ist. Finanziell wird das Vorhaben durch die Beauftragte der Bundesregierung für Kultur und Medien, die Regierung von Oberfranken – Städtebauförderung (Förderoffensive Nordostbayern), den europäischen Fonds für regionale Entwicklung (EFRE) und die Oberfrankenstiftung unterstützt.
Darüber hinaus schlossen sich 2014 einige Marktredwitzer Bürger zum Förderverein Freunde der Glasschleif e.V. zusammen, um sich ebenfalls für das geplante Kulturzentrum einzusetzen und nach der Fertigstellung auch bei der Organisation und der Umsetzung verschiedenster Veranstaltungen wie zum Beispiel Konzerte, Messen oder sonstigen Ausstellungen behilflich sein zu können.